# Urogymnus
Urogymnus – rodzaj ryb chrzęstnoszkieletowych z podrodziny Urogymninae w obrębie rodziny ogończowatych (Dasyatidae).

## Rozmieszczenie geograficzne
Do rodzaju należą gatunki występujące w wodach Oceanu Indyjskiego i zachodniego Oceanu Spokojnego.

## Morfologia
Długość ciała do 240 cm; masa ciała (największa opublikowana) 600 kg.

## Systematyka
Rodzaj zdefiniowali w 1837 roku niemieccy ichtiolodzy Johannes Peter Müller i Jakob Henle w artykule poświęconym rodzajom rekinów i płaszczek, opublikowanym w czasopiśmie Bericht über die zur Bekanntmachung geeigneten Verhandlungen der Königlichen Preussischen Akademie der Wissenschaften zu Berlin. Gatunkiem typowym jest (oznaczenie monotypowe) U. asperrimus. Jednak nazwa – Gymnura – którą autorzy nadali nowemu rodzajowi okazała się młodszym homonimem innego rodzaju ryb chrzęstnoszkieletowych opisanego w 1823 roku, dlatego w tym samym roku Müller i Heinle nadali opisanemu przez siebie rodzajowi nową nazwę – Urogymnus.

### Etymologia
- Gymnura: gr. γυμνος gumnos ‘goły, nagi’[6]; ουρα oura ‘ogon’[7].
- Urogymnus: gr. ουρα oura ‘ogon’; γυμνος gumnos ‘goły, nagi’[8].
- Rhachinotus: ῥαχος rhakhos ‘cierń’[9]; -νωτος -nōtos ‘-tyły, -grzbiety’, od νωτον nōton ‘tył, grzbiet’[10][3]. Gatunek typowy (oryginalne oznaczenie): Raja africana Bloch & Schneider, 1801 (= Raja asperrima Bloch & Schneider, 1801).

### Podział systematyczny
Do rodzaju należą następujące gatunki:
- Urogymnus acanthobothrium Last, White & Kyne, 2016
- Urogymnus asperrimus (Bloch & Schneider, 1801)
- Urogymnus dalyensis (Last & Manjaji-Matsumoto, 2008)
- Urogymnus granulata (Macleay, 1883)
- Urogymnus lobistoma (Manjaji-Matsumoto & Last, 2006)
- Urogymnus polylepis (Bleeker, 1852)